# Quam religiosa
Quam religiosa, en español "Con cuánta religiosa [firmeza]", es la sexagésima novena encíclica del papa León XIII, datada el 16 de agosto de 1898, dirigía a los obispos de Perú, en la que trata sobre la ley que establece en ese país el matrimonio civil. 

## Contexto histórico
El Código Civil peruano de 1852 regulaba exclusivamente las cuestiones civiles que derivaban del matrimonio canónico, de este modo en él se establecía:

Art. 138. Los tribunales eclesiásticos conocerán de las causas relativas al matrimonio y al divorcio; y los jueces seculares, de las de esponsales, alimentos, cuidado de los hijos, litis expensas, liquidación y devolución de bienes, criminales sobre adulterio, y en general, de todas las causas sobre los efectos civiles del matrimonio y del divorcio.

Art. 139. Las disposiciones de la ley en lo concerniente al matrimonio, no se extienden más allá de sus efectos civiles, dejando íntegros los deberes que la religión impone.
Código Civil de 1852

A finales de la década de 1890, siendo presidente de la República peruana Nicolás de Piérola se inició un debate público sobre la aceptación del matrimonio civil, en este sentido el 23 de diciembre de 1897 se promulgó una ley que introdujo este matrimonio

## Contenido de la encíclica
La encíclica comienza destacando el catolicismo del pueblo peruano

Quam religiosa catholica fidei retinendae constantia illustris Peruviensium natio commendetur, quo obsequio, qua voluntate eadem sit Nobiscum et cum hac Apostolica Sede coniuncta, id sane plura significarunt argumenta, inter quae commemorare heic iuvar admota as Nos preces, ut ad eius reipublicae regiones latissimas presbyteros sacris missionibus obeundis et religiosorum Sodalium collegia mitteremus, quorum studio et solertia religio er pietas aleretur et in dies usque succresceret.
Con cuánta firmeza religiosa en la conservación de la fe católica se encomienda la ilustre nación del Perú, con qué respeto, con qué idéntica voluntad se une a Nosotros y a la Sede Apostólica, esto ciertamente lo han dado a conocer varias muestras, entre las que es adecuado recordar aquí las peticiones que se Nos han dirigido, para que enviemos a las vastas regiones de este país sacerdotes para emprender misiones sagradas y miembros de congregaciones religiosas, a través de cuya actividad y diligencia la religión y la piedad se alimentarían continuamente y crecerían de día en día.
Íncipt de ¡¡Quam religios

Tras referirse a otras manifestaciones de esa religiosidad, el papa expresa la tristeza que le ha producido conocer la promulgación de la ley que, con el pretexto de regular los matrimonio entre los no católicos, de hecho introduce con carácter general el matrimonio civil. De este modo, no respetando la autoridad de la Iglesia, permite ese matrimonio civil para los matrimonios mixtos, aun en los casos en la Iglesia por razones graves no lo autorice.   
Esta situación hace necesario insistir en la doctrina católica sobre el matrimonio y, en concreto, en su carácter sagrado; unas cuestiones que, como se recuerda aquí, habían sido ampliamente expuestas en la encíclica Arcanum divinae sapientiae. No obstante el papa considera oportuno   

recordar una vez más que quienes gobiernan el Estado tienen potestad sobre las cuestiones humanas que se derivan del matrimonio y que son de carácter civil; pero que sobre el matrimonio cristiano en sí mismo, su derecho y autoridad son nulos y sin efecto. Por lo tanto, deben aceptar que esté sometido a la jurisdicción de la iglesia una realidad que no ha sido establecida por una autoridad humana.

De hecho, la ley tridentina del capítulo Tametsi, que regula la forma canónica del matrimonio, ha estado vigente en Perú durante mucho tiempo, y ha sido diligentemente observada; se trata de una disciplina que la Santa Sede desea que se mantenga. Por esto el papa pide a los obispos a que expliquen con amplitud y claridad estas cuestiones; además les exhorta a que traten esta cuestión con los responsables de la formación de las leyes, de modo que, movidos por el ejemplo del pueblo católico, al legislar no se aparten de los preceptos de la Iglesia una actitud que producirá la felicidad del pueblo. Tras recordar el ejemplo de virtud de los santos peuanos Toribio y Rosa, el papa muestra su confianza de que se enmiende este decreto sobre el matrimonio. 